# Bernardino Freire
Bernardino Freire de Andrade e Castro, conocido como Bernardino Freire, (Lisboa, 18 de febrero de 1759-Braga, 17 de marzo de 1809) fue un general del ejército portugués durante la Guerra de Independencia Española. Enrolado como cadete en 1781, sus servicios incluyeron la campaña del Rosellón, donde fue herido y promovido a coronel. Aunque nombrado para un cargo en la Capitanía de Sao Paulo, no llegó a abandonar la metrópoli, combatiendo en la Guerra de las Naranjas contra España. Al iniciarse la invasión francesa de la península ibérica, Andrade, mariscal de campo desde el año anterior, se unió en Oporto a la Junta portuguesa opuesta a las fuerzas napoleónicas. Fue el preparador de una parte del ejército portugués que se unió a las fuerzas británicas de Lord Wellington en la lucha contra el invasor. Sin embargo en 1809, durante una maniobra de retirada durante sus operaciones en el norte de Portugal, y creyendo sus soldados que pretendía entregar el campo a los franceses y acusado de colaboracionista, fue linchado por las turbas enfurecidas delante de la prisión de Braga.